# Mladi glazbenik godine
Nagrada Mladi glazbenik godine dodjeljuje se najboljim mladim hrvatskim glazbenicima ne starijim od 27 (u kategoriji instrumentalista), odnosno 32 godine (u kategorijama pjevanja, dirigiranja i skladanja) za iznimna umjetnička postignuća ostvarena tijekom jedne kalendarske godine. Prosudbeno povjerenstvo pod predsjedanjem dekana Muzičke akademije u Zagrebu sastavljeno je od predstavnika Zagrebačke filharmonije i sponzora nagrade Hrvatske poštanske banke te renomiranih hrvatskih glazbenika, djelatnika u kulturi i glazbenih pisaca. Nagrada, koja se može primiti samo jednom u životu, svečano se dodjeljuje u sklopu Filharmonijskog bala Zagrebačke filharmonije u Koncertnoj dvorani Vatroslava Lisinskog u Zagrebu.
Nagrada za "Mladog glazbenika godine" sastoji se od novčanog iznosa u kunskoj protuvrijednost 10.000 eura, umjetničke skulpture i budućih angažmana uz orkestar Zagrebačke filharmonije. Ova nagrada smatra se najznačajnijom nagradom koja se u Hrvatskoj dodjeljuje mladim glazbenicima.
Dosadašnji dobitnici Nagrade danas su priznati glazbenici zapaženih karijera i međunarodnih uspjeha.

## Dosadašnji dobitnici
| - 1991. – Tomas Burić, violončelo - 1992. – Monika Leskovar, violončelo - 1993. – Martina Filjak, glasovir - 1994. – Ana Pišpek, glasovir - 1995. – Pavle Zajcev, violončelo - 1996. – Jan Janković, rog - 1997. – Ana Vidović, gitara - 1998. – Marija Pavlović, klarinet - 1999. – Gordan Tudor, saksofon - 2000. – Nikola Fabijanić, saksofon - 2001. – Ivan Repušić, dirigent - 2002. – Tomislav Mužek, tenor - 2003. – Branimir Pustički, violončelo | - 2004. – Valentina Fijačko, sopran - 2005. – Ivo Dropulić, violina - 2006. – Marco Graziani, violina - 2007. – nagrada nije dodijeljena - 2008. – Petrit Çeku, gitara - 2009. – Marija Kuhar Šoša, sopran - 2010. – Bruno Vlahek, glasovir - 2011. – Ljubomir Puškarić, bariton - 2012. – Aljoša Jurinić, glasovir - 2013. – Diana Haller, mezzosopran - 2014. – Leon Košavić, bariton - 2015. – Filip Merčep, udaraljkaš |